# James Patrick von Parry

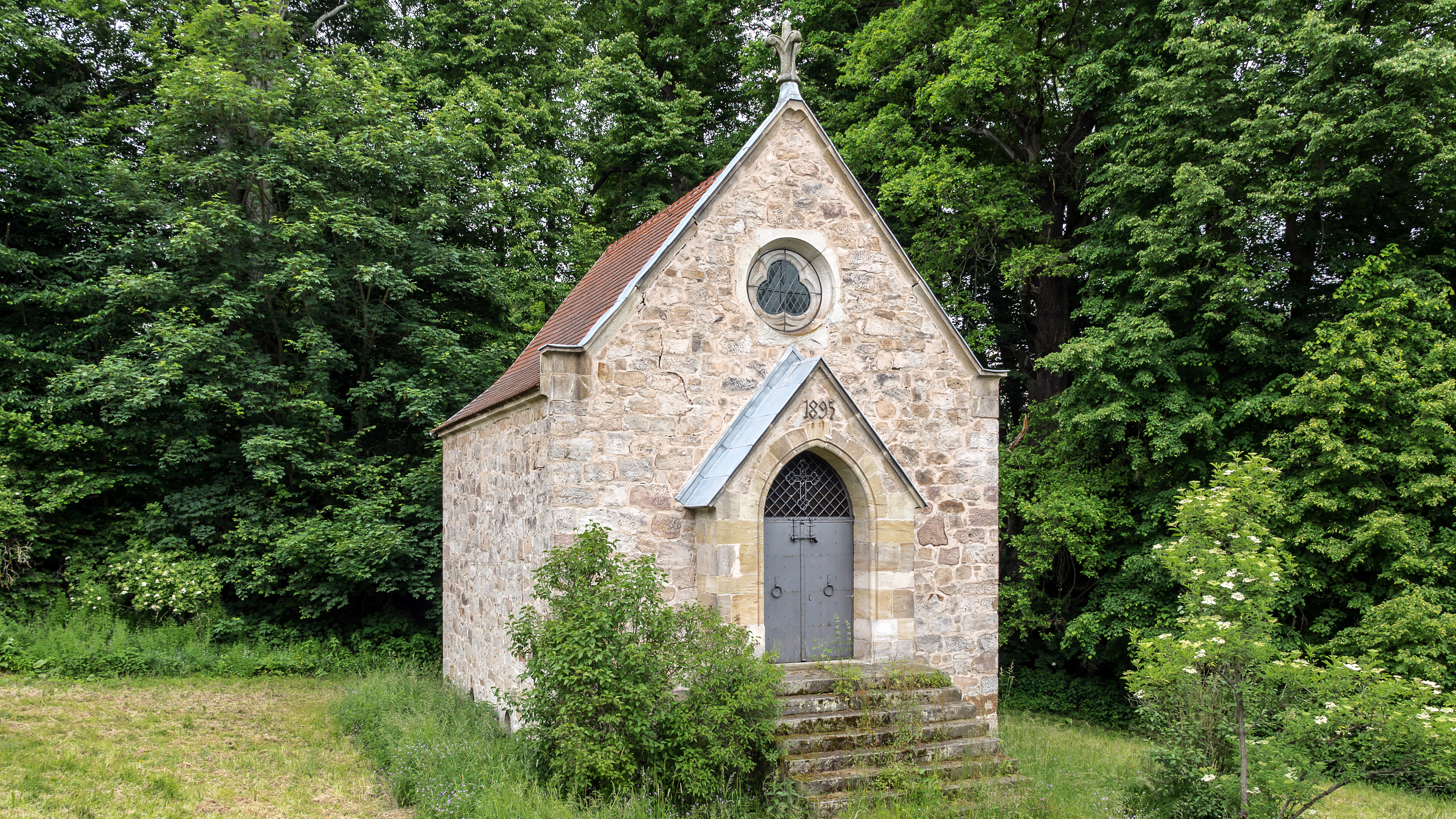
Gruft der Familie Parry

James Patrick von Parry (geb. 13. März 1803 in Eltham (England) bei London; gest. 9. Juni 1872 in Rudolstadt) war in Weimar Kammerherr.
Parry studierte an der Universität Oxford von 1820 bis 1825. Bevor er in Weimarische Dienste trat, war er am Schweriner Hof tätig. Zuvor war er auch Soldat im Offiziersrang. Auch sein Sohn Charles Edward von Parry wurde Offizier. Charles Edward von Parry (geb. 12. Juli 1828 in Weimar; gest. 8. Februar 1882 in Leipzig; begraben auf Schloss Hirschhügel) war preußischer Offizier und später Gutsbesitzer. Bis 1882 war er Majoratsherr von Schloss Hirschhügel und Kuhfraß, was dann seine Schwester Emma von Henckel Donnersmarck nach seinem Tod übernahm. Er war an der Schlacht bei Königgrätz beteiligt, auch bei Kommandounternehmen, die er führte. So bekam er den Roten-Adler-Orden 3. Klasse und das Eiserne Kreuz 2. Klasse. Er brachte es bis zum Rang eines Majors im 12. preußischen Husarenregiment. Mit dieser Einheit war er auch im Deutsch-Französischen Krieg 1870/71.
Parry war als Verehrer Goethes nach Thüringen gekommen. Die Schulen von Jean Josèphe Mounier und Johann Gottfried Melos in Weimar zogen ein internationales Publikum an, zum Erlernen der deutschen Sprache und das u. a. auch aus England. Zudem herrschte damals ein lebhaftes Interesse für Irland in Weimar. Nicht wenige Damen aus Weimar heirateten auch Engländer. Parry war ein vermögender Engländer mit irischer Abstammung, war mit Ottilie von Goethe verwandt und mit Goethe selbst auch befreundet. Er war Mitglied der Redaktion der Zeitschrift Chaos, deren Herausgeberin Ottilie von Goethe war.
In Kuhfraß, wo Parry Gutsherr war, ließ er sich Schloss Hirschhügel bauen. Das Gut in Kuhfraß hatte Freiherr Karl von Stein, dem ältesten Sohn von Charlotte von Stein, gehört. Das Gut erwarb Parry im Jahre 1827. Am 25. Mai 1857 verlieh ihm die Stadt Weimar für sein gemeinnütziges Wirken das Ehrenbürgerrecht. Parry war mit der Enkelin der Charlotte von Stein verheiratet, mit Luise Freiin von Stein zu Kochberg, geboren 1804 auf Schloss Kochberg. Nach ihrem Tod 1864 den nach ihr benannten Luisenturm bei Kleinkochberg errichten ließ. In Weimar wurde er in den Adelsstand erhoben, nachdem er dem Altenburger Herzog einen Adelstitel abkaufte. Der Adelstitel war auch eine Voraussetzung, um als Schwiegersohn akzeptiert zu werden. Parry wurde zunächst auf dem Historischen Friedhof Weimar bestattet, dann aber in die Familiengruft in Schloss Hirschhügel umgebettet.
Nachfahren waren als Erbe und Fideikommissherr der nicht verheiratete Sohn Charles Edward Otto von Parry (1828–1882), königlich preußischer Oberstleutnant, und seine Schwester Luise Emma (1834–1912). Sie wurde die letzte Vertreterin der Familie, Gutsbesitzerin auf dem 500 ha Gut Spaal und auf Hirschhügel. 1853 heiratete Luise Emma von Parry zu Weimar den schlesischen Gutsherrn, den großherzoglich sächsischen Wirklichen Geheimen Rat, späteren Generalleutnant und Generaladjutant Leo Amadeus Maximilian Graf Henckel Freiherr von Donnersmarck-Gröditzberg, Sohn des Leo Victor Felix Henckel von Donnersmarck und der Therese Reichsfreiin von Bothmer. Der Enkel Viktor Henckel von Donnersmarck erhielt den Herrensitz und vererbte diesen weiter.